# Perth Challenger 1997
Il Perth Challenger 1997 è stato un torneo di tennis facente parte della categoria ATP Challenger Series nell'ambito dell'ATP Challenger Series 1997. Il torneo si è giocato a Perth in Australia dall'8 al 14 dicembre 1997 su campi in cemento.

## Vincitori

### Singolare
Wayne Arthurs ha battuto in finale  Todd Larkham con il punteggio di 7–5, 7–6

### Doppio
James Holmes /  Paul Kilderry hanno battuto in finale  Lleyton Hewitt /  Luke Smith con il punteggio di 6–1, 3–6, 7–6